# Автомобільні шляхи України

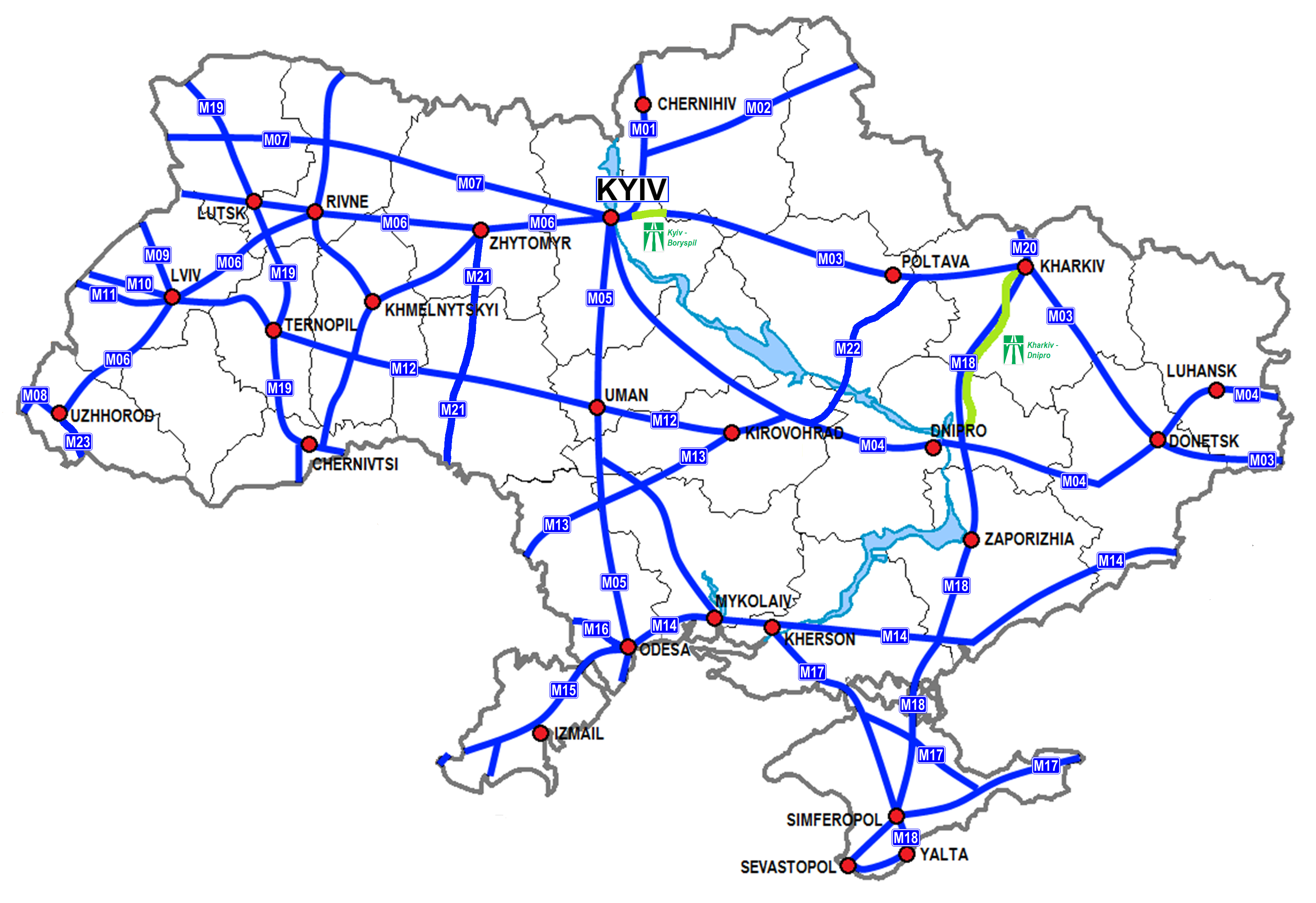
Мережа автомобільних шляхів України. Синім кольором позначено (магістральні), зеленим ідентифікуються (швидкісні).

Автомобільні шляхи загального користування в Україні — мережа доріг на території України, що об'єднує між собою населені пункти та окремі об'єкти та призначена для руху транспортних засобів, перевезення пасажирів та вантажів.
Державна політика у сфері дорожнього господарства та здійснення державного управління автомобільними дорогами загального користування реалізується Державним агентством автомобільних доріг України (Укравтодор).
Протяжність автомобільних державних доріг в Україні становить 169,5 тис. км. Мережа основних маршрутів поширена по всій країні і з'єднує всі великі міста України, а також надає транскордонні маршрути із сусідніми країнами, з них з твердим покриттям — 165,8 тис. км. За стан цих доріг відповідає Державне агентство автомобільних доріг України.
Ще є 250 тис. км вулиць міст, за стан яких відповідають місцеві органи влади. Також є відомчі і внутрішньогосподарські дороги.

## Історія
Станом на 1940 рік загальна протяжність автошляхів на території УРСР становила 270,7 тис. км. Переважно це були ґрунтові дороги. Лише 10,8 % доріг мали тверде покриття.
Найінтенсивнішими темпами дороги будувались у 60—70-і роки XX сторіччя. Яскравим прикладом шляхобудівного сподвижництва слугує зокрема робота Новомиргородської шляхово-експлуатаційної дільниці ШЕД-722, яка під керівництвом інженера-шляховика Степана Кожум'яки за 7 років плідної роботи (1955—1961) завершила будівництво автотраси Черкаси—Умань—Гайсин—Брацлав (317 км, на дистанції Сміла—Брацлав) і спорудила до середини 70-х рр. 12 автошляхових мостів через річку Велику Вись.
До кінця 80-х років загальна мережа автомобільних доріг в Україні була фактично збудована.
Наразі розвиток автомобільних шляхів загального користування відстає від темпів автомобілізації країни. Протягом 1990—2010 рр. їх протяжність практично не збільшувалася. Щільність автомобільних доріг в Україні у 6,6 раза менша, ніж у Франції (відповідно 0,28 та 1,84 кілометра доріг на 1 кв. кілометр площі країни). Протяжність швидкісних доріг в Україні становить 0,28 тис. кілометрів (у Німеччині — 12,5 тис. кілометрів, у Франції — 7,1 тис. кілометрів[джерело?]), а рівень фінансування одного кілометра автодоріг в Україні відповідно у 5,5—6 разів менший, ніж у зазначених країнах.
У 2018 році стартувала Державна цільова економічна програма розвитку автомобільних доріг загального користування державного значення на 2018-2022 роки, що реалізується Міністерством Інфраструктури. 
Протягом 2020—2021 реалізується багато визначних проєктів: Будівництво Запорізьких, Кременчуцьких мостів, «Бориспільської траси», дороги Київ-Харків, Дніпро-Решетиліка. Розпочато реалізацію добудови Дарницького мосту в Києві.

## Транспортно-експлуатаційний стан
Майже всі автомобільні шляхи України проходять через населені пункти, що не відповідає вимогам до міжнародних транспортних коридорів, адже призводить до обмеження швидкості руху автомобільного транспорту.
Незадовільним є транспортно-експлуатаційний стан автошляхів: 51,1 % не відповідає вимогам за рівністю, 39,2 % — за міцністю. Середня швидкість руху на автошляхах України у 2–3 рази нижча, ніж у західноєвропейських країнах[джерело?].
Це пояснюється зокрема тим, що тягар на утримання транспортної мережі на душу населення в Україні є більшим порівняно з європейськими країнами через відносно невелику густоту населення (76 осіб на 1 кв. кілометр), низьку купівельну спроможність громадян (1/5 купівельної спроможності Єврозони), порівняно невеликий парк автомобілів та значну територію країни[джерело?].

## Класифікація
Автомобільні дороги класифікують:
- за значенням;
- за покриттям;
- за категорією.

### За значенням
- автомобільні дороги загального користування державного та місцевого значення.
- вулиці і дороги міст та інших населених пунктів;
- відомчі (технологічні) автомобільні дороги. До них належать внутрішньогосподарські технологічні дороги, що знаходяться у власності юридичних або фізичних осіб.
- автомобільні дороги на приватних територіях. До них належать автомобільні дороги, що розташовані на територіях, власниками яких є юридичні (недержавні) або фізичні особи.

#### Вулиці і дороги міст та інших населених пунктів
Вулиці і дороги міст та інших населених пунктів поділяються на:
- магістральні дороги (безперервного руху та регульованого руху),
- магістральні вулиці загальноміського значення (безперервного руху та регульованого руху),
- магістральні вулиці районного значення, а також вулиці і дороги місцевого значення.

 Складовими вулиць і доріг міст та інших населених пунктів є: проїзна частина вулиць і доріг, трамвайне полотно, дорожнє покриття, штучні споруди, споруди дорожнього водовідводу, технічні засоби організації дорожнього руху, зупинки міського транспорту, тротуари, пішохідні та велосипедні доріжки, зелені насадження, наземні та підземні мережі.

#### Дороги спеціального призначення
Автомобільні шляхи спеціального призначення — це під'їзди до військових та інших режимних об'єктів, великих залізничних вузлів, станцій, переправ, морських та річкових портів, а також автомобільні дороги оборонного значення.

### За покриттям
За покриттям розрізняють:
- з твердим покриттям — автомобільні дороги з одношаровим чи багатошаровим дорожнім покриттям, яке складається з різних видів ущільнених дорожніх сумішей або кам'яних матеріалів (щебінь, гравій, шлак), оброблених або не оброблених в'яжучими речовинами.

Поділяються на:
- - цементнобетонні;
  - асфальтобетонні;
  - чорні шосе;
  - білі щебеневі, гравійні шосе;
  - бруківка.
- ґрунтові — дороги, проїзна частина яких поліпшена введенням каркасних добавок (гравію, шлаку та ін.). Це нижчий тип покриття, який потребує постійного вирівнювання для запобігання виникненню колій.

81 % державних доріг мають асфальтобетонне покриття, 8,7 % — цементобетонне і 10,2 % — чорне.
Місцеві автомобільні дороги в переважній більшості (45,1 %) — це чорні шосе. Асфальтобетонними є 51,1 % територіальних доріг і 23,8 % районних. Сільські дороги на 42,4 % складаються з чорних шосе, на 26,6 % — з білих щебеневих, гравійних, на 19,8 % — з асфальтобетонних.

### За категоріями
Залежно від пропускної здатності, кількості смуг руху, ширини смуг, ширини проїзної частини, ширини земляного полотна, ширини смуги відводу, поздовжнього похилу дороги та радіусу закруглень дороги, автомобільні дороги поділяють на 5 категорій:
| Категорія                                                                           | 1а               | 1б         | 2           | 3          | 4         | 5          |
| Розрахункова перспективна інтенсивність руху (в транспортних одиницях на добу)      | >10000           | >10000     | >3000-10000 | >1000-3000 | >150-1000 | <150       |
| Розрахункова перспективна інтенсивність руху (в приведених до легкового автомобіля) | >14000           | >14000     | >5000-14000 | >2500-5000 | >300-2500 | <300       |
| Розрахункова швидкість руху, км/год                                                 | 130              | 110        | 90          | 90         | 90        | 90         |
| Кількість смуг (в обидві сторони), шт                                               | 4;6;8            | 4;6        | 2           | 2          | 2         | 1 (всього) |
| Ширина смуги руху, м                                                                | 3,75             | 3,75       | 3,75        | 3,5        | 3,0       | 4,5        |
| Ширина роздільної смуги, м                                                          | 6,0              | 3,0        | -           | -          | -         | -          |
| Ширина укріпленої смуги на розділювальній смузі, м                                  | 0,75             | 0,50       | -           | -          | -         | -          |
| Найменша ширина земляного полотна, м                                                | 28,5; 36,0; 43,5 | 28,5; 36,0 | 15          | 12         | 10        | 8          |
| Найменший радіус кривої у плані, м                                                  | 1000             | 700        | 450         | 450        | 450       | 450        |
| Найбільший поздовжній похил, проміле                                                | 40               | 50         | 60          | 60         | 60        | 60         |

Дороги I категорії з обов'язковою розділювальною смугою і 2–4 смугами для руху в одному напрямку мають протяжність усього 2,2 тис. км або 1,3 % від протяжності доріг з твердим покриттям.
Найбільше доріг I категорії в Київській області — 401 км. Після неї йдуть Житомирська — 232 км, Донецька —230 км, Дніпропетровська — 226 км і Харківська — 166 км. Деякі області практично не мають доріг такої якості: Кіровоградська — 1 км, Сумська — 4 км, Закарпатська — 12 км і Чернівецька — 13 км.
Пропускна здатність окремих автошляхів України дорівнює або перевищує ці стандарти. Зокрема дорога Київ — аеропорт «Бориспіль» має пропускну здатність понад 300 тис. авт/добу[джерело?] та 4–5 смуг в обидва напрямки.
У процентному відношенні в Україні дорогами першої категорії є 1 % всіх автошляхів, другої — 8 %, третьої — 17 %, четвертої — 63 % та 11 % п'ятої.

## Автомобільні дороги загального користування
Автомобільні дороги загального користування поділяються на:
- дороги державного значення (міжнародні, національні, регіональні та територіальні дороги),
- дороги місцевого значення (обласні та районні дороги)[7].

Переліки доріг державного та місцевого значення, у тому числі їх ділянок, що суміщаються з вулицями міст та інших населених пунктів, затверджуються відповідно Кабінетом Міністрів України та Радою Міністрів Автономної Республіки Крим і обласними державними адміністраціями один раз на три роки.
Автомобільні дороги загального користування перебувають у державній власності і не підлягають приватизації. Вони є складовою Єдиної транспортної системи України і задовольняють потреби суспільства в автомобільних пасажирських і вантажних перевезеннях.

### Дороги державного значення
Автомобільні дороги державного значення — це автомобільні дороги загального користування, до яких належать міжнародні, національні, регіональні та територіальні автомобільні дороги, які позначені відповідними дорожніми знаками;
Загальна протяжність автомобільних доріг державного значення станом на 30.01.2019 року 46 640 км (до 2019 р. було— 49117,4 км).

#### Міжнародні
- суміщаються з міжнародними транспортними коридорами та/або
- входять до Європейської мережі основних, проміжних, з'єднувальних автомобільних доріг та відгалужень,
- мають відповідну міжнародну індексацію і забезпечують міжнародні автомобільні перевезення.

Міжнародні дороги позначаються літерою та двозначним числом «М-ХХ». Вони становлять 4,9 % довжини всіх автомобільних доріг України.
Згідно з угодою про головні міжнародні транспортні артерії (AGR) від 15 листопада 1975 року, основні дороги Європи позначаються літерою та двозначним числом «Е-ХХ». Основні дороги в напрямку захід—схід позначаються парними числами та закінчуються на 0 (Е20, Е30 … Е90), проміжні мають на кінці індексу парну цифру (Е12, Е18 … Е94). Основні дороги в напрямку північ—південь позначаються непарними числами та закінчуються на цифру 5 (Е05, Е15 … Е95), проміжні мають на кінці непарну цифру (Е01, Е03 … Е93).
Загальна протяжність міжнародних автомобільних доріг на території України — 9311,2 км (8652,7 км).

#### Національні
- суміщені з національними транспортними коридорами і не належать до міжнародних автомобільних доріг, та
- з'єднують Київ, адміністративний центр Автономної Республіки Крим, адміністративні центри областей, місто Севастополь між собою, великі промислові і культурні центри з міжнародними автомобільними дорогами.

Національні дороги позначаються однією літерою «Н» та двозначним числом. Національних доріг 2,9 % від загальної довжини доріг.
Загальна протяжність національних автомобільних доріг — 7175,2 км (до 30.01.2019 р. ― 4830,4 км).

#### Регіональні
- з'єднують дві або більше областей між собою,
- з'єднують основні міжнародні автомобільні пункти пропуску через державний кордон, морські та авіаційні порти міжнародного значення, найважливіші об'єкти національної культурної спадщини, курортні зони з міжнародними та національними автомобільними дорогами.

Регіональні дороги позначаються літерою «Р». Регіональних доріг 4,7 %.
Загальна протяжність регіональних автомобільних доріг — 8492,6 км (до 30.01.2019 р. ― 10089,8 км).

#### Територіальні
На сьогодні відносять до шляхів Державного значення та фінансуються з центрального бюджету.
- з'єднують адміністративні центри Криму й областей з районними центрами.
- сполучають з дорогами державного значення основні аеропорти, морські та річкові порти, залізничні вузли, об'єкти національного і культурного надбання та курортного і природно-заповідного фонду, автомобільні пункти пропуску міжнародного та міждержавного значення через державний кордон.

Загальна довжина територіальних доріг становить 21 661 км (до 30.01.2019 р ― 25544,5 км), або 15,8 % шляхів.
Територіальні дороги України позначаються літерою «Т» і чотиризначним цифровим індексом в якому перші дві цифри — індекс області, дві другі — номер дороги, наприклад: автомобільна дорога Т 2502 Семенівка—Новгород-Сіверський—Глухів—контрольно-пропускний пункт «Катеринівка».

### Дороги місцевого значення

Обласний автошлях ІІ категорії. Золотоноша-Черкаси-Сміла-Умань (Шпола). Побудований ШЕД-722 у 1961 р.

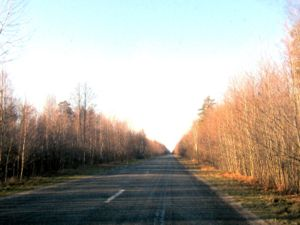
Обласний автошлях ІІІ категорії. Найпоширеніший вид доріг в Україні

Автомобільні дороги місцевого значення складають переважну частку сучасної автодорожньої мережі (121,7 тис. км, або 71,8 % загальної довжини), поділяються на обласні та районні.

#### Обласні
З'єднують адміністративні центри Автономної Республіки Крим і областей з іншими населеними пунктами в межах Криму чи області між собою та з залізничними станціями, аеропортами, річковими портами, пунктами пропуску через державний кордон і місцями відпочинку, які не належать до доріг державного значення.
Загальна протяжність 52,1 тис. км. У середньому на район припадає 106,3 км обласних автомобільних доріг. До обласних доріг належить 30,7 % доріг України. Обласні дороги України позначаються літерою «О» і шестизначним або семизначним цифровим індексом, у якому перші дві цифри — індекс області, треті та четверті ― індекс району та 5,6,7-і цифри ― номер шляху, наприклад: автомобільна дорога О-212004 Лозова—Близнюки—Барвінкове.
Посилання на перелік: Обласні автомобільні дороги України загального користування

#### Районні або сільські— «С»
З'єднують районні адміністративні центри з іншими населеними пунктами району, а останні — між собою, з підприємствами, об'єктами культури, іншими дорогами загального користування в межах району. Позначаються літерою — «С» та шестизначним або семизначним числом, де перші дві позначають область, наступні дві-район, а 5-7 номер шляху.
Їх довжина становить 69,5 тис. км. В середньому на одне село припадає всього 2,44 км районних автомобільних доріг, які повинні забезпечувати життєдіяльність 555 його мешканців (середня чисельність). Районних доріг в Україні ― 41 %.
Посилання на актуальний перелік: Районні автомобільні дороги України загального користування
Індекси територіальних доріг місцевого значення та загальна довжина всіх автошляхів за областями
| Індекс | Регіон                    | Довжина шляхів, км | Індекс | Регіон                 | Довжина шляхів, км | Індекс | Регіон                | Довжина шляхів, км |
| ------ | ------------------------- | ------------------ | ------ | ---------------------- | ------------------ | ------ | --------------------- | ------------------ |
| 01     | Автономна Республіка Крим | 6265               | 10     | Київська область       | 8555               | 20     | Тернопільська область | 5006               |
| 02     | Вінницька область         | 9523               | 12     | Кіровоградська область | 6255               | 21     | Харківська область    | 9614               |
| 03     | Волинська область         | 6204               | 13     | Луганська область      | 5874               | 22     | Херсонська область    | 5023               |
| 04     | Дніпропетровська область  | 9148               | 14     | Львівська область      | 8374               | 23     | Хмельницька область   | 7169               |
| 05     | Донецька область          | 8086               | 15     | Миколаївська область   | 4780               | 24     | Черкаська область     | 6136               |
| 06     | Житомирська область       | 8524               | 16     | Одеська область        | 8300               | 25     | Чернігівська область  | 7717               |
| 07     | Закарпатська область      | 3348               | 17     | Полтавська область     | 8876               | 26     | Чернівецька область   | 2875               |
| 08     | Запорізька область        | 6980               | 18     | Рівненська область     | 5129               | 27     | Севастополь           | 352                |
| 09     | Івано-Франківська область | 4173               | 19     | Сумська область        | 7209               |        |                       |                    |

## Список автомобільних доріг

### Європейського значення, що проходять через територію України
Загалом через Україну проходить 19 європейських автошляхів.

#### Західно-східний напрямок

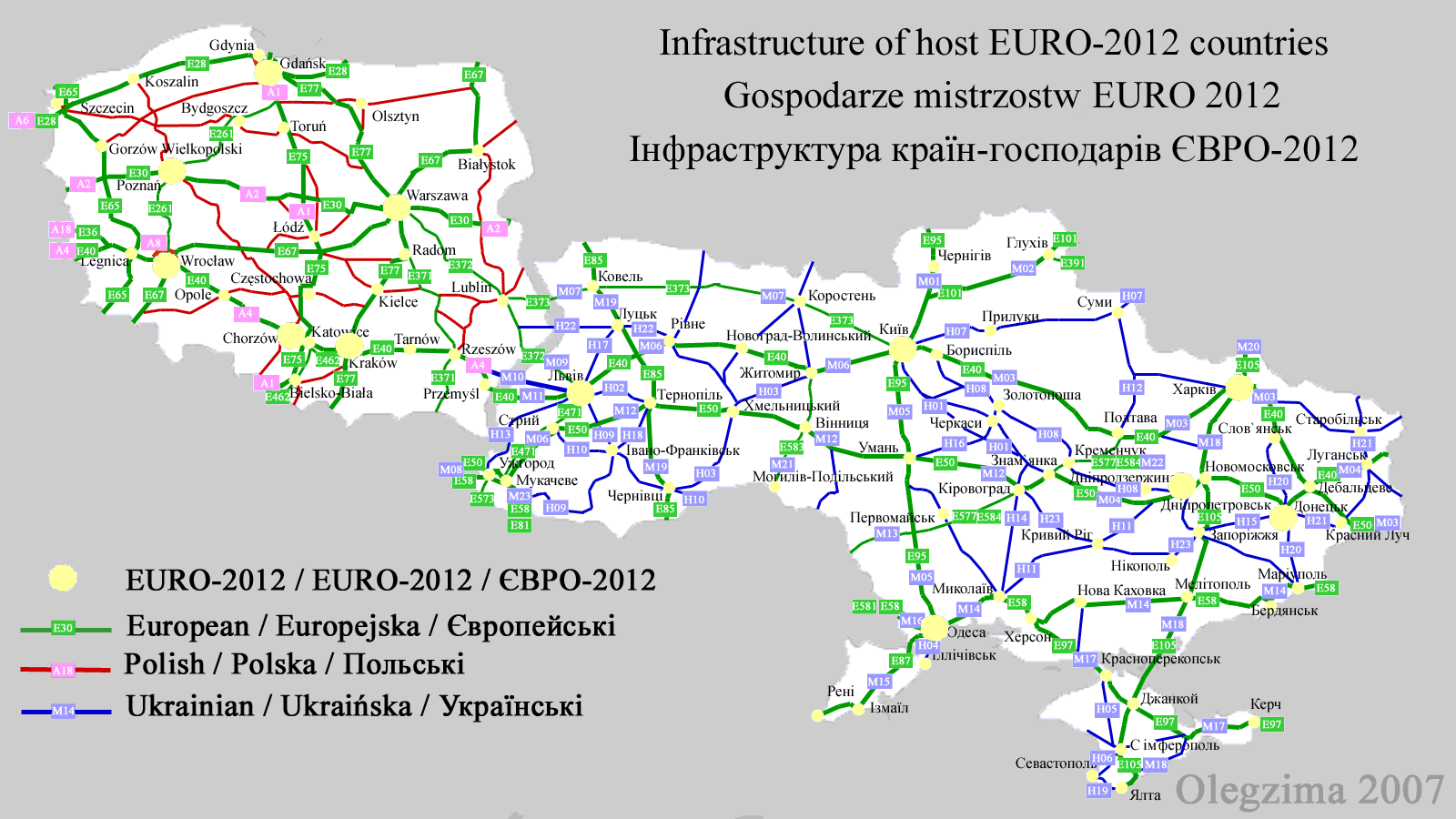
Схема найбільших автострад України та Польщі

##### Основні дороги
E40 E50

##### Проміжні дороги
E38 E58

#### Північно-південний напрямок

##### Основні дороги
E85 E95 E105

##### Проміжні дороги
E81 E87 E97 E101

#### Відгалуження, сполучні дороги
E372 E373 E381 E391 E471 E573 E583

### Державного значення України

#### Міжнародні
| Найменування автомобільних доріг                                        | Індекс та № доріг | Протяжнісь (з під'їздами) в км |
| ----------------------------------------------------------------------- | ----------------- | ------------------------------ |
| Київ — Чернігів — п. п. Нові Яриловичі (на Гомель)                      | М01               | 241,9 (259,7)                  |
| Кіпті — Глухів — п. п. Бачівськ (на Брянськ)                            | М02               | 254,5                          |
| Київ — Харків — п. п. Довжанський (на Ростов-на-Дону)                   | М03               | 932,7 (947,5)                  |
| Київ — Одеса                                                            | М05               | 562,5 (565,3)                  |
| Київ — Чоп (на Будапешт через Львів, Мукачево, Ужгород)                 | М06               | 900,9 (926,7)                  |
| Київ — Ковель — п. п. Ягодин (на Люблін)                                | М07               | 494,8 (496,7)                  |
| Об'їзд м. Ужгород — п. п. Ужгород                                       | М08               | 17,1 (18,2)                    |
| Тернопіль — Львів — Рава-Руська (на Люблін)                             | М09               | 174,9                          |
| Львів — Краковець (на Краків)                                           | М10               | 69,8 (85,4)                    |
| Львів — п. п. Шегині (на Краків)                                        | М11               | 71,6                           |
| Кропивницький — п. п. Платонове (на Кишинів)                            | М13               | 258,5                          |
| Одеса — Мелітополь — Новоазовськ (на Таганрог)                          | М14               | 691,3 (714,2)                  |
| Одеса — Рені (на Бухарест)                                              | М15               | 299,5                          |
| Одеса — п. п. Кучурган (на Кишинів)                                     | М16               | 58,9                           |
| Херсон — Джанкой — Феодосія — Керч                                      | М17               | 403,3                          |
| Харків — Сімферополь — Алушта — Ялта                                    | М18               | 703,8 (723,9)                  |
| Доманове (на Брест) — Ковель — Чернівці — п. п. Тереблече (на Бухарест) | М19               | 530,2 (544,5)                  |
| Харків — п. п. Щербаківка (на Бєлгород)                                 | М20               | 28,4                           |
| Виступовичі — Житомир — Могилів-Подільський (через Вінницю)             | М21               | 413,4 (420,1)                  |
| Полтава — Олександрія                                                   | М22               | 148,2 (150,6)                  |
| Берегове — Виноградів — п. п. Велика Копаня                             | М23               | 50,0                           |
| Велика Добронь — Мукачево — Берегове — п. п. Лужанка                    | М24               | 60,5 (62,1)                    |
| Соломоново — Велика Добронь — Яноші                                     | М25               | 55,1 (58,9)                    |
| Вилок — Неветленфолу — п. п. Дякове                                     | М26               | 20,6 (32,0)                    |
| Одеса — Чорноморськ                                                     | М27               | 14,1                           |
| Одеса — Южне — М14                                                      | М28               | 37,3 (74,1)                    |
| Харків — Красноград — Перещепине — Дніпро                               | М29               | 198,9 (201,3)                  |
| Стрий — Умань — Дніпро — Ізварине (через Вінницю, Кропивницький)        | М30               | 1401,7 (1436,2)                |
|                                                                         | Разом             |                                |

#### Національні
| Найменування автомобільних доріг                                             | Індекс та № доріг | Протяжнісь (з під'їздами) в км |
| ---------------------------------------------------------------------------- | ----------------- | ------------------------------ |
| Київ — Знам'янка                                                             | Н 01              | 278,7                          |
| М06 — Кременець — Біла Церква — Ржищів — Канів — Софіївка                    | Н 02              | 517 (521,5)                    |
| Житомир — Чернівці                                                           | Н 03              | 336,2 (355,1)                  |
| Красноперекопськ — Сімферополь                                               | Н 05              | 115 (116)                      |
| Сімферополь — Бахчисарай — Севастополь                                       | Н 06              | 66,4 (69,3)                    |
| Київ — Суми — Юнаківка (на Курськ)                                           | Н 07              | 333,4 (334,6)                  |
| Бориспіль — Дніпро — Запоріжжя (через Кременчук) — Маріуполь                 | Н 08              | 659,7 (674,0)                  |
| Мукачево — Рахів — Богородчани — Івано-Франківськ — Рогатин — Бібрка — Львів | Н 09              | 441,2                          |
| Стрий — Івано-Франківськ — Чернівці — Мамалига (на Кишинів)                  | Н 10              | 269,1 (280,0)                  |
| Дніпро — Миколаїв (через Кривий Ріг)                                         | Н 11              | 240,7                          |
| Суми — Полтава з об'їздом Сум                                                | Н 12              | 169,3                          |
| Львів — Самбір — Ужгород                                                     | Н 13              | 231,8                          |
| Олександрівка — Кропивницький — Миколаїв                                     | Н 14              | 232,1 (244,0)                  |
| Запоріжжя — Донецьк                                                          | Н 15              | 210,4                          |
| Золотоноша — Черкаси — Сміла — Умань                                         | Н 16              | 208,1                          |
| Львів — Радехів — Луцьк                                                      | Н 17              | 129,8                          |
| Івано-Франківськ — Бучач — Тернопіль                                         | Н 18              | 106,8                          |
| Ялта — Севастополь                                                           | Н 19              | 80,7                           |
| Слов'янськ — Донецьк — Маріуполь                                             | Н 20              | 219,6                          |
| Старобільськ — Луганськ — Хрустальний — Макіївка — Донецьк                   | Н 21              | 221,1                          |
| Устилуг — Луцьк — Рівне                                                      | Н 22              | 147,4 (148,7)                  |
| Кропивницький — Кривий Ріг — Запоріжжя                                       | Н 23              | 262,5 (264,7)                  |
| Благовіщенське — Миколаїв                                                    | Н 24              | 227,7 (230,0)                  |
| Городище — Рівне — Старокостянтинів                                          | Н 25              | 293,1 (298,2)                  |
| Разом                                                                        |                   | 4830,4                         |

Детальну інформацію про автомобільні дороги загального користування державного значення можна знайти на офіційному порталі "Дорожній геокалькулятор": початок та кінець автомобільної дороги, її тип, загальну схему та підпорядкування всієї дороги або окремих її ділянок тому чи іншому власникові (балансоутримувачу).
Крім того, за допомогою геокалькулятора можна здійснювати перерахунок лінійних кілометрових прив'язок (км+) в геопросторові координати (WGS84) і навпаки. Для програмного доступу до цих даних розроблений відкритий прикладний програмний інтерфейс (API).

## Автомобільні пункти пропуску на кордоні
Автомобільні пункти пропуску через державний кордон України:
- Росія — Бачівськ, Гоптівка, Ізварине, Новоазовськ;

- Білорусь — Нові Яриловичі;

- Молдова — Платонове, Кучурган, Мамалига, Рені;
- Польща — Ягодин, Устилуг, Краківець, Рава-Руська, Шегині, Смільниця (тільки л/а);

- Словаччина — Ужгород, Малий Березний;

- Угорщина — Тиса, Косино, Вилок.;

- Румунія — Дякове, Порубне.

## Відстані між обласними центрами України
Віддалі вказані в кілометрах автомобільними шляхами.
| Місто            | Вн   | Дп    | Дн    | Жт    | Зп    | ІФ    | Кв  | Кр  | Лг    | Лц    | Лв    | Мк  | Од    | Пл    | Рв    | Сф    | См   | Тр    | Ужг   | Хрк   | Хрс   | Хм    | Чрк | Чнц   | Чнг   |
| ---------------- | ---- | ----- | ----- | ----- | ----- | ----- | --- | --- | ----- | ----- | ----- | --- | ----- | ----- | ----- | ----- | ---- | ----- | ----- | ----- | ----- | ----- | --- | ----- | ----- |
| Вінниця          | 0    | 645   | 868   | 125   | 748   | 366   | 256 | 316 | 1 057 | 382   | 360   | 471 | 428   | 593   | 311   | 844   | 602  | 232   | 575   | 734   | 521   | 120   | 343 | 307   | 396   |
| Дніпро           | 645  | 0     | 252   | 664   | 81    | 901   | 533 | 294 | 394   | 805   | 975   | 343 | 468   | 196   | 957   | 446   | 430  | 877   | 1 130 | 213   | 376   | 765   | 324 | 860   | 672   |
| Донецьк          | 868  | 252   | 0     | 858   | 217   | 1 171 | 727 | 520 | 148   | 1 111 | 1 221 | 611 | 731   | 390   | 1 045 | 591   | 706  | 1 100 | 1 391 | 335   | 560   | 988   | 547 | 1 120 | 867   |
| Житомир          | 125  | 664   | 858   | 0     | 738   | 431   | 131 | 407 | 1182  | 257   | 423   | 677 | 557   | 468   | 187   | 803   | 477  | 298   | 671   | 690   | 624   | 185   | 321 | 374   | 271   |
| Запоріжжя        | 748  | 81    | 217   | 738   | 0     | 1 119 | 607 | 303 | 365   | 681   | 833   | 377 | 497   | 270   | 925   | 365   | 477  | 977   | 1 488 | 287   | 297   | 875   | 405 | 957   | 747   |
| Івано-Франківськ | 366  | 901   | 1 171 | 431   | 1 119 | 0     | 561 | 618 | 1 402 | 328   | 135   | 747 | 627   | 898   | 296   | 1 070 | 908  | 134   | 280   | 1 040 | 798   | 246   | 709 | 131   | 701   |
| Київ             | 256  | 533   | 727   | 131   | 607   | 561   | 0   | 298 | 811   | 388   | 550   | 490 | 489   | 337   | 318   | 972   | 346  | 427   | 806   | 478   | 551   | 315   | 190 | 505   | 149   |
| Кропивницький    | 316  | 294   | 520   | 407   | 303   | 618   | 298 | 0   | 668   | 664   | 710   | 174 | 294   | 246   | 627   | 570   | 506  | 547   | 883   | 387   | 225   | 435   | 126 | 616   | 363   |
| Луганськ         | 1057 | 394   | 148   | 1 182 | 365   | 1 402 | 811 | 668 | 0     | 1 199 | 1 379 | 857 | 977   | 474   | 1 129 | 739   | 253  | 1 289 | 1539  | 333   | 806   | 1 177 | 706 | 1 272 | 951   |
| Луцьк            | 382  | 805   | 1 111 | 257   | 681   | 328   | 388 | 664 | 1 199 | 0     | 152   | 780 | 856   | 725   | 70    | 1 052 | 734  | 159   | 413   | 866   | 869   | 263   | 578 | 340   | 949   |
| Львів            | 360  | 975   | 1 221 | 423   | 833   | 135   | 550 | 710 | 1 379 | 152   | 0     | 850 | 970   | 891   | 232   | 1 173 | 896  | 128   | 261   | 1 028 | 1 141 | 240   | 740 | 293   | 690   |
| Миколаїв         | 471  | 343   | 611   | 677   | 377   | 747   | 490 | 174 | 857   | 780   | 850   | 0   | 120   | 420   | 864   | 282   | 681  | 754   | 999   | 556   | 51    | 590   | 300 | 732   | 640   |
| Одеса            | 428  | 468   | 731   | 557   | 497   | 627   | 489 | 294 | 977   | 856   | 970   | 120 | 0     | 540   | 741   | 392   | 800  | 660   | 1 009 | 831   | 171   | 548   | 420 | 708   | 529   |
| Полтава          | 593  | 196   | 390   | 468   | 270   | 898   | 337 | 246 | 474   | 725   | 891   | 420 | 540   | 0     | 665   | 635   | 261  | 825   | 1149  | 141   | 471   | 653   | 279 | 842   | 477   |
| Рівне            | 311  | 957   | 1045  | 187   | 925   | 296   | 318 | 627 | 1 129 | 70    | 232   | 864 | 741   | 665   | 0     | 1 157 | 664  | 162   | 484   | 805   | 834   | 193   | 508 | 327   | 458   |
| Сімферополь      | 844  | 446   | 591   | 803   | 365   | 1 070 | 972 | 570 | 739   | 1 052 | 1 173 | 282 | 392   | 635   | 1 157 | 0     | 896  | 1 097 | 1 363 | 652   | 221   | 964   | 696 | 1 047 | 1 112 |
| Суми             | 602  | 430   | 706   | 477   | 477   | 908   | 346 | 506 | 253   | 734   | 896   | 681 | 800   | 261   | 664   | 896   | 0    | 774   | 1 138 | 190   | 732   | 662   | 540 | 836   | 350   |
| Тернопіль        | 232  | 877   | 1 100 | 298   | 977   | 134   | 427 | 547 | 1 289 | 159   | 128   | 754 | 660   | 825   | 162   | 1 097 | 774  | 0     | 338   | 987   | 831   | 112   | 575 | 171   | 568   |
| Ужгород          | 575  | 1 130 | 1 391 | 671   | 1 488 | 280   | 806 | 883 | 1 539 | 413   | 261   | 999 | 1 009 | 1 149 | 484   | 1 363 | 1138 | 338   | 0     | 1 299 | 1 065 | 455   | 984 | 420   | 951   |
| Харків           | 734  | 213   | 335   | 690   | 287   | 1 040 | 478 | 387 | 333   | 866   | 1 028 | 556 | 831   | 141   | 805   | 652   | 190  | 987   | 1299  | 0     | 576   | 854   | 420 | 982   | 608   |
| Херсон           | 521  | 376   | 560   | 624   | 297   | 798   | 551 | 225 | 806   | 869   | 1 141 | 51  | 171   | 471   | 834   | 221   | 732  | 831   | 1 065 | 576   | 0     | 641   | 351 |       | 691   |
| Хмельницький     | 120  | 765   | 988   | 185   | 875   | 246   | 315 | 435 | 1 177 | 263   | 240   | 590 | 548   | 653   | 193   | 964   | 662  | 112   | 455   | 854   | 641   | 0     | 463 |       | 455   |
| Черкаси          | 343  | 324   | 547   | 321   | 405   | 709   | 190 | 126 | 706   | 578   | 740   | 300 | 420   | 279   | 508   | 696   | 540  | 575   | 984   | 420   | 351   | 463   | 0   |       | 330   |
| Чернівці         | 307  | 860   | 1 120 | 374   | 957   | 131   | 505 | 616 | 1 272 | 340   | 293   | 732 | 708   | 842   | 327   | 1 047 | 836  | 171   | 420   | 982   | -     | -     | -   | 0     | -     |
| Чернігів         | 396  | 672   | 867   | 271   | 747   | 701   | 149 | 363 | 951   | 949   | 690   | 640 | 529   | 477   | 458   | 1 112 | 350  | 568   | 951   | 608   | 691   | 455   | 330 |       | 0     |